# Еко парк Илина вода
Еко парк Илина вода је парк у крагујевачком насељу Илина вода. Познат је по томе што је то први еколошки парк у Србији. Други је најстарији јавни парк у Крагујевцу, отворен 1900. године. Деведесетих година претила је опасност да се претвори у дивљу депонију, али су сами грађани то спречили волонтерским радом. Простире се на више од 7 ha, а концепт овог парка јединствен је у Србији. Сви објекти у њему направљени су од рециклираног материјала — одбачених предмета и старих објеката. Осим стандардног парковског садржаја у парку се налази и мини зоо врт. Одржавање Еко парка Илина вода финансира се из донација друштвено одговорних компанија и појединаца.

## Историја
Парк је легат Светозара Андрејевића, крагујевачког добротвора. Андрејевић је, тестаментом од 2. марта 1900. године, оставио своје пољско имање у Илиној води грађанима Крагујевца на „вечито уживање”. Претпоставља се да је имање већ 1945. експроприсано и Законом о аграрној реформи и колонизацији стављено под надзор Народноослободилачког одбора Крагујевца. До 90-их је парк полако бивао запуштен и претворио се у дивљу депонију, зараслу у коров, док у септембру 1996. грађани нису решили да сами нешто предузму. Из године у годину чистили су део по део парка и обогаћивали га рестаурираним мобилијаром, одбаченим са других зелених површина током разних реконструкција. Последњих година, захваљујући волонтерском раду чланова удружења Еко – парк и грађана који живе у том делу града, данас је овај простор претворен у зелену оазу.

## Парк данас
На површини од преко 7 хектара налазе се клупе, љуљашке, клацкалице и други реквизити за игру деце, као и терени за кошарку и фудбал. Изграђена је фонтана са водопадом и пет мини језера које повезује мали поток, дужине 90 m. У парку постоји и мини зоо врт. Направљена је и велика летња позорница. Парк је обогаћен и арборетумом који чине различите врсте лишћара и четинара карактеристичних за Шумадију.
По целом парку постављене су скулптуре, направљене од различитих материјала: метала, камена, дрвета... Делови скулптура су различити одбачени предмети и оруђа која су се некада користила по селима. Куриозитет представља скулптура Ускршњег јајета, највећа у Европи, а друга по величини у свету. Висока је 3 m, направљена од рециклираног метала, а постављена је 2004. године.

## Галерија
- Скулптуре и дечја игралишта
- Ускршње јаје

- Забавно-рекреативни садржај
- сеница
- Објекти из сеоског домаћинства
- Амбар
- Пекара
- Помоћни објекти
- Мини зоо врт